# Jan Tratnik
Jan Tratnik (ur. 23 lutego 1990 w Lublanie) – słoweński kolarz szosowy.

## Osiągnięcia
Opracowano na podstawie:

2008
- 2. miejsce w Po Stajerski

2009
- 3. miejsce w mistrzostwach Słowenii U23 (jazda ind. na czas)

2010
- 1. miejsce w Gran Premio della Liberazione
- 2. miejsce w Giro delle Regioni
- 3. miejsce w mistrzostwach Słowenii U23 (start wspólny)

2012
- 1. miejsce w mistrzostwach Europy U23 (start wspólny)

2014
- 3. miejsce w Central European Tour Budapest GP

2015
- 1. miejsce w mistrzostwach Słowenii (jazda ind. na czas)
- 1. miejsce w klasyfikacji punktowej Österreich-Rundfahrt
- 1. miejsce w klasyfikacji punktowej Tour de Hongrie
  - 1. miejsce na 5. etapie
- 1. miejsce w East Bohemia Tour
  - 1. miejsce na 2. etapie

2016
- 2. miejsce w Trofej Poreč
- 1. miejsce w klasyfikacji punktowej Istarsko Proljeće
- 1. miejsce na 5. etapie Okolo Slovenska
- 1. miejsce w klasyfikacji górskiej Tour de Slovénie
- 1. miejsce w mistrzostwach Słowenii (start wspólny)
- 3. miejsce w Rad am Ring
- 1. miejsce w East Bohemia Tour
  - 1. miejsce w klasyfikacji punktowej
  - 1. miejsce na 2. etapie

2017
- 1. miejsce na etapie 1b Settimana Internazionale di Coppi e Bartali (jazda druż. na czas)
- 1. miejsce w Okolo Slovenska
  - 1. miejsce w klasyfikacji punktowej
  - 1. miejsce w prologu
- 3. miejsce w Czech Cycling Tour

2018
- 1. miejsce na 4. etapie Settimana Internazionale di Coppi e Bartali
- 1. miejsce w Volta Limburg Classic
- 3. miejsce w Szlakiem Grodów Piastowskich
  - 1. miejsce na 1. etapie
- 2. miejsce w Tour de Luxembourg
- 1. miejsce w mistrzostwach Słowenii (jazda ind. na czas)
- 2. miejsce w Okolo Slovenska

2019
- 1. miejsce w prologu Tour de Romandie
- 3. miejsce w mistrzostwach Słowenii (jazda ind. na czas)

2020
- 1. miejsce na 16. etapie Giro d’Italia

2021
- 1. miejsce w mistrzostwach Słowenii (jazda ind. na czas)

2022
- 1. miejsce w mistrzostwach Słowenii (jazda ind. na czas)

## Rankingi
| Rok             | 2009 | 2010 | 2011 | 2012 | 2013  | 2014 | 2015 | 2016 | 2017 | 2018 | 2019 | 2020 | 2021 | 2022 | 2023 | 2024 |
| --------------- | ---- | ---- | ---- | ---- | ----- | ---- | ---- | ---- | ---- | ---- | ---- | ---- | ---- | ---- | ---- | ---- |
| World Ranking   |      |      |      |      |       |      |      | 293. | 186. | 94.  | 446. | 259. | 331. | 145. | 560. | 95.  |
| UCI Europe Tour | 705. | 153. |      | 134. | 1152. | 172. | 104. | 128. | 95.  | 19.  | 350. | 213. | 279. | 122. | -    | 75.  |
|                 |      |      |      |      |       |      |      |      |      |      |      |      |      |      |      |      |
| Źródło: UCI     |      |      |      |      |       |      |      |      |      |      |      |      |      |      |      |      |